# Assigny (Seine-Maritime)
Assigny település Franciaországban, Seine-Maritime megyében. Lakosainak száma 382 fő (2018. január 1.). Assigny Touffreville-sur-Eu, Biville-sur-Mer, Brunville, Criel-sur-Mer, Guilmécourt és Tocqueville-sur-Eu községekkel határos.

## Népesség
A település népességének változása:
| Lakosok száma | 259  | 248  | 237  | 238  | 287  | 339  | 384  | 377  | 380  | 382  |
|               | 1962 | 1968 | 1975 | 1982 | 1990 | 2008 | 2013 | 2015 | 2017 | 2018 |